# Rétijeva studija (1928.)
Rétijeva studija (1928.), šahovska je kompozicija koju je 1928. objavio češki šahist i jedan od vodećih igrača 1920-ih godina, Richard Réti.
Studiju karakterizira neočekivano, naizgled paradoksalno rješenje te ispreplitanje motiva opozicije, zugzwanga (iznudice) i tzv. metode odgurivanja ramenom (eng. shouldering). 
|   | a                                                             | b                                                             | c                                                             | d                                                             | e                                                             | f                                                             | g                                                             | h                                                             |   |
| 8 | e7 white king · d5 black pawn · e5 black king · d4 white rook | e7 white king · d5 black pawn · e5 black king · d4 white rook | e7 white king · d5 black pawn · e5 black king · d4 white rook | e7 white king · d5 black pawn · e5 black king · d4 white rook | e7 white king · d5 black pawn · e5 black king · d4 white rook | e7 white king · d5 black pawn · e5 black king · d4 white rook | e7 white king · d5 black pawn · e5 black king · d4 white rook | e7 white king · d5 black pawn · e5 black king · d4 white rook | 8 |
| 7 | e7 white king · d5 black pawn · e5 black king · d4 white rook | e7 white king · d5 black pawn · e5 black king · d4 white rook | e7 white king · d5 black pawn · e5 black king · d4 white rook | e7 white king · d5 black pawn · e5 black king · d4 white rook | e7 white king · d5 black pawn · e5 black king · d4 white rook | e7 white king · d5 black pawn · e5 black king · d4 white rook | e7 white king · d5 black pawn · e5 black king · d4 white rook | e7 white king · d5 black pawn · e5 black king · d4 white rook | 7 |
| 6 | e7 white king · d5 black pawn · e5 black king · d4 white rook | e7 white king · d5 black pawn · e5 black king · d4 white rook | e7 white king · d5 black pawn · e5 black king · d4 white rook | e7 white king · d5 black pawn · e5 black king · d4 white rook | e7 white king · d5 black pawn · e5 black king · d4 white rook | e7 white king · d5 black pawn · e5 black king · d4 white rook | e7 white king · d5 black pawn · e5 black king · d4 white rook | e7 white king · d5 black pawn · e5 black king · d4 white rook | 6 |
| 5 | e7 white king · d5 black pawn · e5 black king · d4 white rook | e7 white king · d5 black pawn · e5 black king · d4 white rook | e7 white king · d5 black pawn · e5 black king · d4 white rook | e7 white king · d5 black pawn · e5 black king · d4 white rook | e7 white king · d5 black pawn · e5 black king · d4 white rook | e7 white king · d5 black pawn · e5 black king · d4 white rook | e7 white king · d5 black pawn · e5 black king · d4 white rook | e7 white king · d5 black pawn · e5 black king · d4 white rook | 5 |
| 4 | e7 white king · d5 black pawn · e5 black king · d4 white rook | e7 white king · d5 black pawn · e5 black king · d4 white rook | e7 white king · d5 black pawn · e5 black king · d4 white rook | e7 white king · d5 black pawn · e5 black king · d4 white rook | e7 white king · d5 black pawn · e5 black king · d4 white rook | e7 white king · d5 black pawn · e5 black king · d4 white rook | e7 white king · d5 black pawn · e5 black king · d4 white rook | e7 white king · d5 black pawn · e5 black king · d4 white rook | 4 |
| 3 | e7 white king · d5 black pawn · e5 black king · d4 white rook | e7 white king · d5 black pawn · e5 black king · d4 white rook | e7 white king · d5 black pawn · e5 black king · d4 white rook | e7 white king · d5 black pawn · e5 black king · d4 white rook | e7 white king · d5 black pawn · e5 black king · d4 white rook | e7 white king · d5 black pawn · e5 black king · d4 white rook | e7 white king · d5 black pawn · e5 black king · d4 white rook | e7 white king · d5 black pawn · e5 black king · d4 white rook | 3 |
| 2 | e7 white king · d5 black pawn · e5 black king · d4 white rook | e7 white king · d5 black pawn · e5 black king · d4 white rook | e7 white king · d5 black pawn · e5 black king · d4 white rook | e7 white king · d5 black pawn · e5 black king · d4 white rook | e7 white king · d5 black pawn · e5 black king · d4 white rook | e7 white king · d5 black pawn · e5 black king · d4 white rook | e7 white king · d5 black pawn · e5 black king · d4 white rook | e7 white king · d5 black pawn · e5 black king · d4 white rook | 2 |
| 1 | e7 white king · d5 black pawn · e5 black king · d4 white rook | e7 white king · d5 black pawn · e5 black king · d4 white rook | e7 white king · d5 black pawn · e5 black king · d4 white rook | e7 white king · d5 black pawn · e5 black king · d4 white rook | e7 white king · d5 black pawn · e5 black king · d4 white rook | e7 white king · d5 black pawn · e5 black king · d4 white rook | e7 white king · d5 black pawn · e5 black king · d4 white rook | e7 white king · d5 black pawn · e5 black king · d4 white rook | 1 |
|   | a                                                             | b                                                             | c                                                             | d                                                             | e                                                             | f                                                             | g                                                             | h                                                             |   |

Na prvi pogled, čini se da jednostavno 1. Td1 dobiva partiju. No tome nije tako jer crni jednostavno gura pješaka i vidimo da je bijeli taj koji je u opoziciji pa mora izgubiti potez topom kako bi se probio do crnog pješaka i osvojio ga. Vidjet ćemo da, naizgled paradoksalno, gubljenjem jednog tempa, bijeli zapravo dobiva krucijalni tempo (jer ih inače gubi dva).

## Rješenje
U problemu opozicije i iznudice krije se rješenje:  1. Td2! (dobiva i 1. Td3). Nakon  1... d4 bijeli tek sada igra 2. Td1 stavljajući crnog u iznudicu. Mora pomaknuti kralja, a time oslobađa put bijelom kralju: 2... Ke4 3. Kd6 i sada nakon, primjerice, 3... d3 4. Kc5 Ke3 5. Kc4 d2 jednostavno 6. Kc3 osvaja pješaka.